# Demoulia
Demoulia là một chi ốc biển, là động vật thân mềm chân bụng sống ở biển thuộc họ Nassariidae.

## Các loài
Các loài thuộc chi Demoulia bao gồm:
- Demoulia abbreviata (Gmelin, 1791)
- Demoulia obtusata (Link, 1807)[2]
- Demoulia ventricosa (Lamarck, 1816)

Các loài được đưa vào đồng nghĩa
- Demoulia kurodai Tomlin, 1932: đồng nghĩa của Nassarius sufflatus (Gould, 1860)
- Demoulia pulchra Gray, 1838: đồng nghĩa của Demoulia obtusata (Link, 1807)